# Den svenska liberalismens historia
Den svenska liberalismens historia (ISBN 9175664291) är en bok av idéhistorikern Johan Norberg, utgiven på Timbro förlag 1998. Boken börjar med Anders Chydenius i slutet av 1700-talet och fortsätter fram till slutet av 1900-talet, men fokuserar på 1800-talet då bland annat liberala Aftonbladet grundades och många liberala reformer genomfördes.
Boken tecknar den klassiska liberalismens historia och behandlar därmed inte den svenska socialliberalismen och folkpartiet efter att detta under efterkrigstiden började kritisera den klassiska ”gammalliberalismen”. För detta har Johan Norberg fått kritik i en rapport från Bertil Ohlininstitutet.